# William Jessop
William Jessop (23 de enero de 1745 - 18 de noviembre de 1814) fue un ingeniero civil británico, especializado en el diseño y construcción de canales, puertos y algunas de las primeras vías férreas para tranvías de tracción animal de finales del siglo XVIII y principios del siglo XIX.

## Primeros años
Jessop nació en Devonport (Devon), hijo de Josias Jessop, un capataz de construcción naval en el astillero de la localidad, responsable de la reparación y el mantenimiento de la Torre Rudyerd, un faro de madera situado en Eddystone Rock. Llevó a cabo esta tarea durante veinte años, hasta 1755 cuando se incendió el faro. John Smeaton, uno de los ingenieros civiles más destacados de la época, elaboró los planos para un nuevo faro de piedra y Josias se convirtió en responsable de supervisar las obras de su construcción. Los dos hombres se hicieron amigos cercanos, y cuando Josias murió en 1761, dos años después de la finalización del faro, Smeaton (quien también se convirtió en su tutor) aceptó a William Jessop como alumno, trabajando en varios proyectos de canales en Yorkshire.
Jessop trabajó como asistente de Smeaton durante varios años antes de comenzar a trabajar como ingeniero por cuenta propia, habiendo colaborado previamente con Smeaton en las obras para mejorar la navegación entre los ríos Calder y Hebble, y los ríos Aire y Calder en Yorkshire.

## Gran Canal de Irlanda

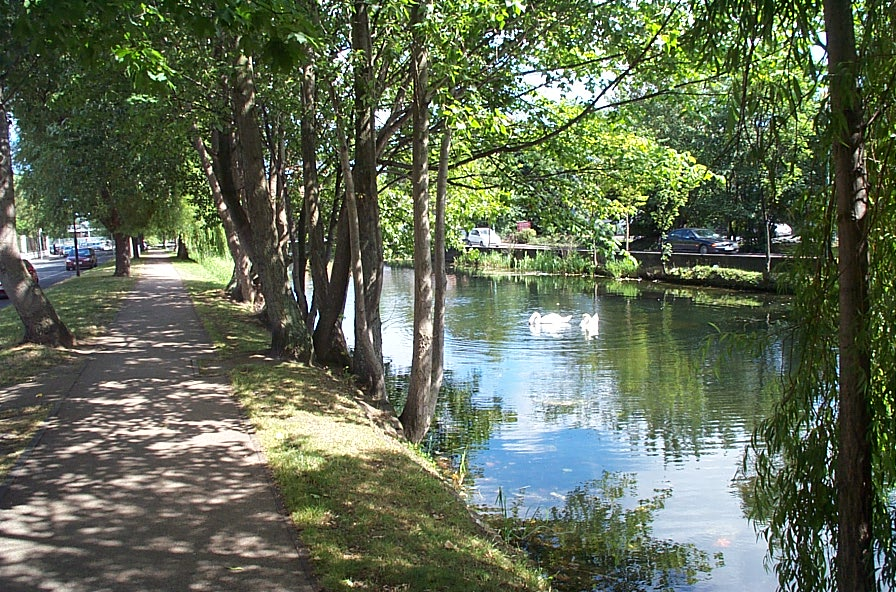
El Gran Canal en Dublín

El primer trabajo importante que se sabe que realizó Jessop fue el Gran Canal de Irlanda, que había comenzado como un proyecto del gobierno en 1753, y que había necesitado diecisiete años de trabajo para construir catorce millas (21 kilómetros) de canal desde el extremo de Dublín. En 1772 se formó una empresa privada para completar el canal, y se consultó a John Smeaton, quien envió a Jessop para que tomara el control del proyecto como ingeniero principal. Jessop volvió a examinar el trazado propuesto para el canal, y decidió que cruzara sobre el río Liffey a través del Acueducto de Leinster. También condujo el canal a través de la gran turbera conocida como el Bog of Allen, una hazaña comparable al cruce de la zona pantanosa de Chat Moss por parte de George Stephenson con el Ferrocarril de Liverpool y Mánchester. El canal pudo atravesar el pantano construyendo un terraplén elevado. Jessop también identificó fuentes de agua y construyó embalses para que el canal no corriera el peligro de secarse. Después de ocuparse de todos los detalles importantes, regresó a Inglaterra, dejando a un ingeniero delegado a cargo de completar el canal, que se concluiría en 1805. Parece que Jessop estuvo estrechamente involucrado con el canal en Irlanda hasta aproximadamente 1787, después de lo cual comenzó a hacerse cargo de otros trabajos.

## Relación con otros ingenieros
Jessop era un hombre muy modesto, poco partidario de resaltar sus propios logros. A diferencia de otros ingenieros, no tenía celos de los jóvenes ingenieros en ascenso, sino que los alentaba, y solía recomendar a otros ingenieros si estaba demasiado ocupado para poder realizar un encargo él mismo. Por ejemplo, recomendó a John Rennie para el puesto de ingeniero de la empresa encargada de construir el Canal de Lancaster, nombramiento que contribuyó a cimentar la buena reputación de Rennie. Cuando Jessop era ingeniero consultor de la Compañía del Canal de Ellesmere en 1793, la empresa nombró al relativamente desconocido Thomas Telford como ingeniero de la obra. Telford no tenía experiencia previa como diseñador de canales, pero con el consejo y la orientación de Jessop, logró que el proyecto fuera un éxito. Apoyó a Telford, incluso cuando la Compañía llegó a considerar que los diseños de acueductos de este último eran demasiado ambiciosos.

## Canal de Cromford

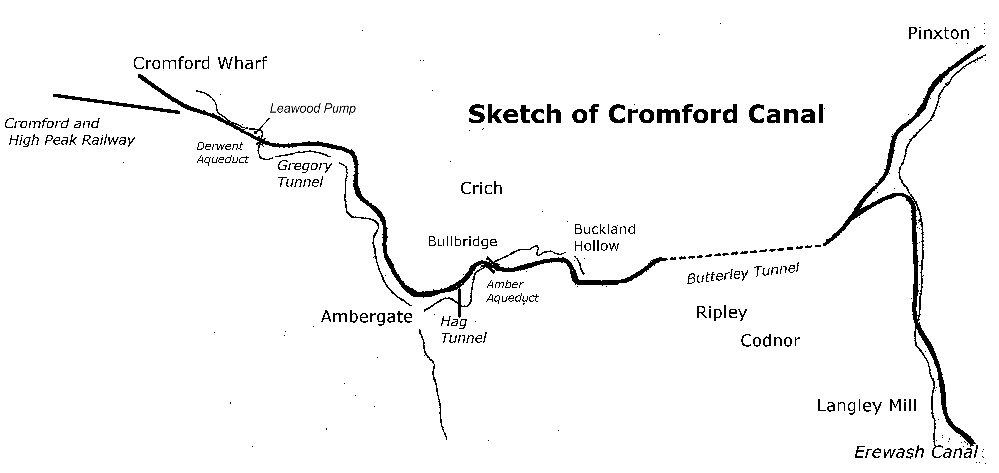
Croquis que muestra el túnel de Butterley en contexto con el resto del canal de Cromford

En 1789, Jessop fue nombrado ingeniero jefe de la Compañía del Canal de Cromford, destinado a transportar piedra caliza, carbón y mineral de hierro desde los valles de Derwent y Erewash superior, y unirse al cercano Canal de Erewash. Las características importantes de este canal son el Viaducto de Derwent, que era una estructura de un solo vano sobre el río Derwent, y el túnel de Butterley (antiguamente conocido como túnel Ripley). En 1793, el viaducto de Derwent se derrumbó parcialmente y Jessop cargó con la culpa, asumiendo que no había hecho las paredes frontales lo suficientemente fuertes. Hizo reparar y reforzar el viaducto por su cuenta. El túnel de Butterley medía 2.966 yardas (2.712 m) de largo, 9 pies (2,7 m) de ancho y 8 pies (2,4 m) de alto y requirió perforar treinta y tres pozos desde la superficie para construirlo. Jessop construyó el embalse de Butterley sobre el túnel, con una extensión de 50 acres (20,2 ha).

## Compañía Butterley

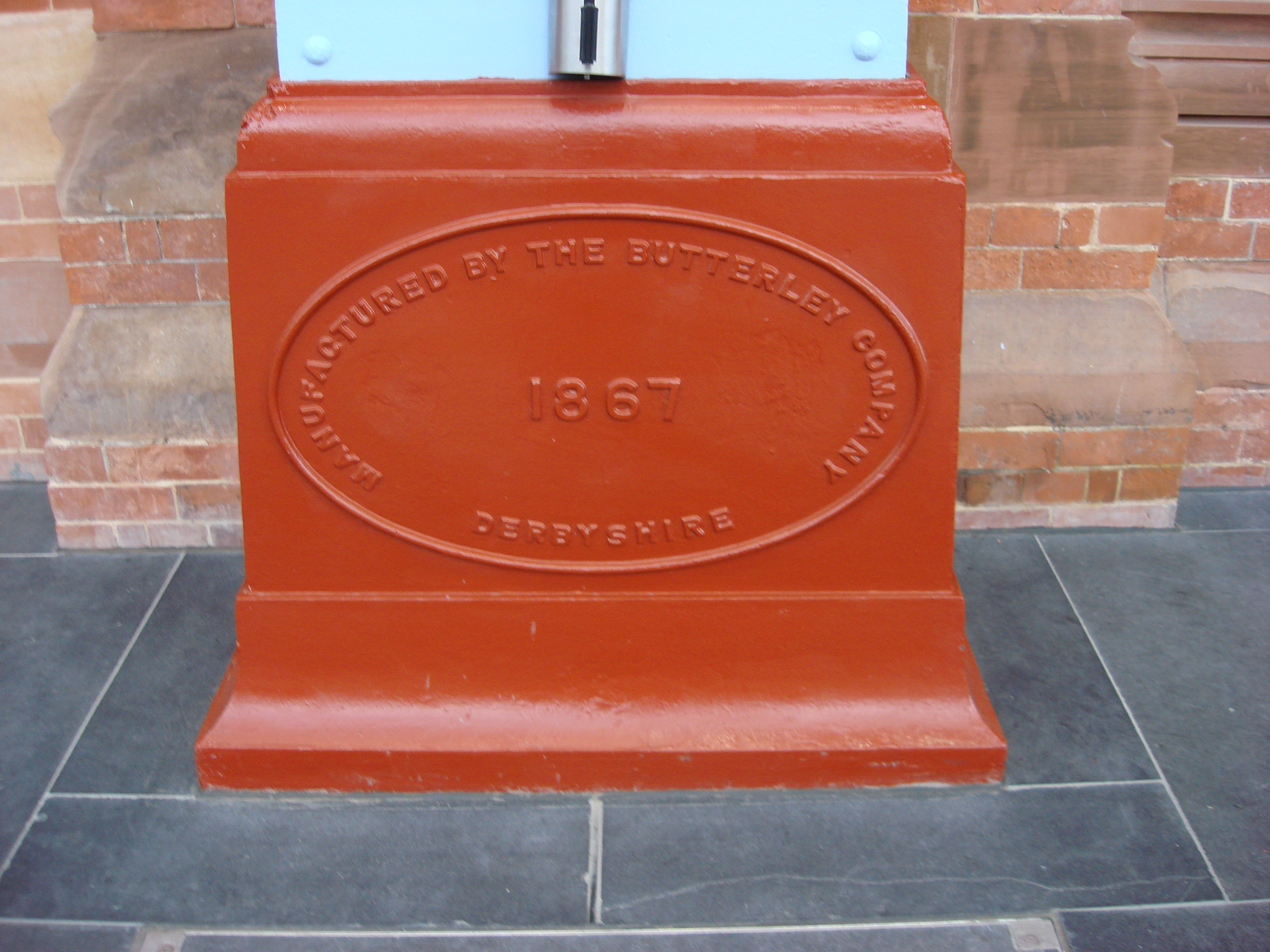
Placa con una inscripción de la Compañía Butterley en la Estación de St Pancras

En 1790, Jessop fundó, junto con sus socios Benjamin Outram, Francis Beresford y John Wright, los Talleres Butterley en Derbyshire, dedicados a la fabricación (entre otras cosas) de rieles de hierro fundido, un diseño que Jessop había utilizado con éxito en un proyecto de vagonetas de carbón remolcadas por caballos entre Nanpantan y Loughborough (Leicestershire) en 1789. Outram se ocupaba de la producción de herrajes y equipos para los proyectos de ingeniería de Jessop.

## Canal Grand Junction

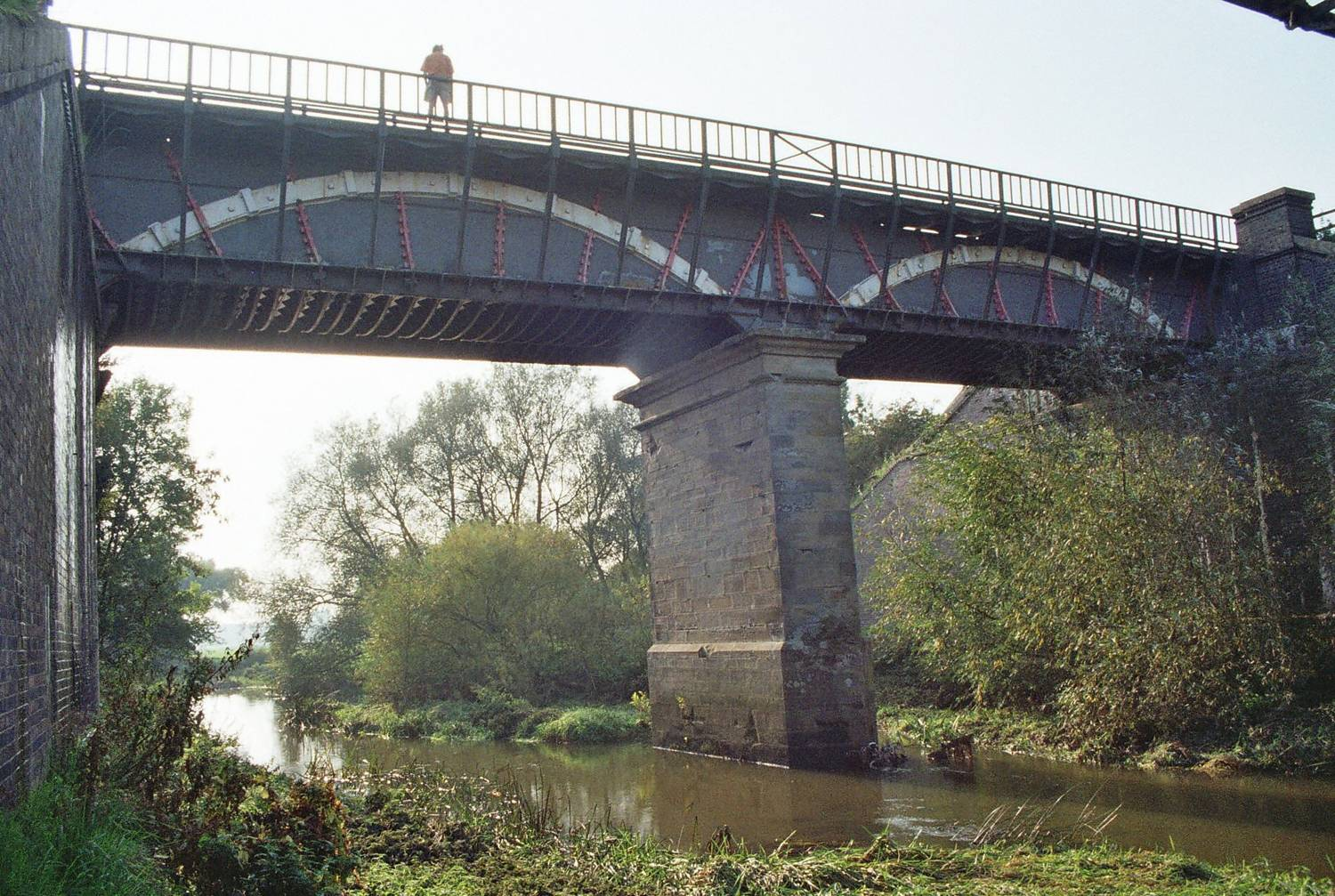
El acueducto de Cosgrove

El Canal de Oxford había sido construido por James Brindley, y transportaba carbón a gran parte del sur de Inglaterra. Sin embargo, el largo recorrido resultante no permitía enlazar directamente las Midlands y Londres. Como resultado, se propuso construir un nuevo canal desde el Canal de Oxford en Braunston, cerca de Rugby, que terminase en el río Támesis en Brentford, con una longitud de noventa millas. Jessop fue nombrado ingeniero jefe de la Compañía del Canal en 1793. El canal fue especialmente difícil de planificar porque, mientras que otros canales tendían a seguir valles fluviales y solo cruzaban una cuenca cuando era inevitable, el nuevo canal tenía que cruzar los ríos Ouse, y Nene entre otros. Se decidió construir un acueducto en Wolverton para  atravesar el valle de Ouse. Mientras se construía el acueducto de piedra de tres arcos, se utilizó un conjunto de nueve esclusas temporales para llevar el canal por un lado del valle y por el otro. El acueducto se derrumbó en 1808, y fue reemplazado en 1811 por una nueva estructura de hierro, cuyo diseño era similar al del acueducto de Longdon-on-Tern y al del acueducto de Pontcysyllte, ambos obra de Thomas Telford. Se conoce como acueducto de Cosgrove, y fue diseñado y construido por Benjamin Bevan.
También hubo que construir dos túneles, uno en Braunston y otor en Blisworth. El túnel de Blisworth causó grandes problemas y quedó sin terminar cuando el resto del canal estuvo listo. De hecho, Jessop consideró abandonarlo y utilizar esclusas para llevar el canal sobre la elevación del terreno. La solución temporal de Jessop fue una línea de ferrocarril tendida sobre la divisoria para transportar las mercancías hasta que se completara el túnel. El Canal Grand Junction fue enormemente importante para fomentar el comercio entre Londres y las Midlands.

## Muelles de las Indias Occidentales

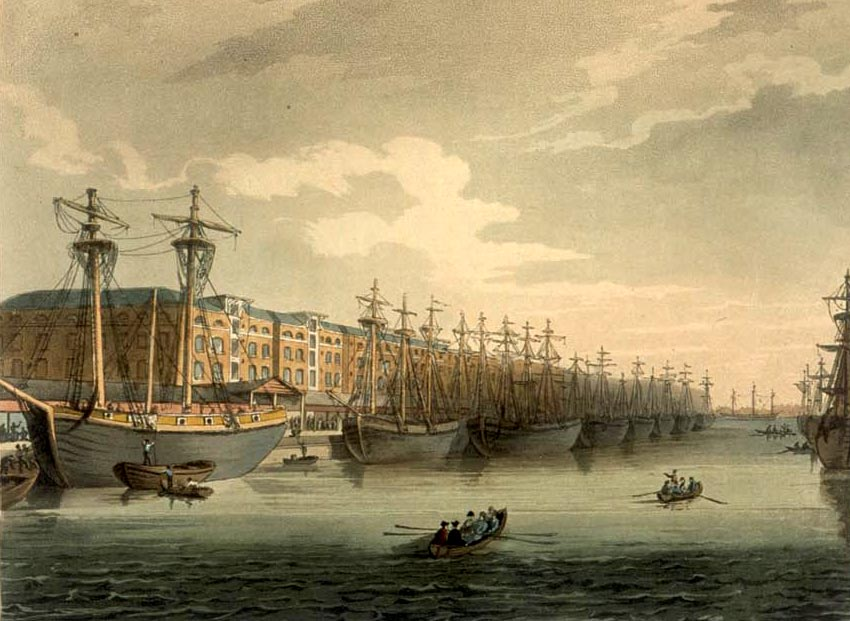
Muelles de la India Occidental, por Augustus Pugin y Thomas Rowlandson (figuras), de la obra Microcosm of London, or, London in Miniature (1808–11), de Rudolph Ackerman

Los  muelles de las Indias Occidentales, levantados sobre la isla de los Perros, fue la primera gran dársena construida en el Puerto de Londres. Entre 1800 y 1802 se creó una zona de diques de atraque con una superficie de 295 acres (1,2 km²) y una profundidad de 24 pies (7,3 m), con capacidad para 600 barcos. Jessop era el ingeniero jefe de los muelles, con Ralph Walker como su asistente.

## Vía férrea de Surrey
En 1799 se presentaron propuestas separadas para un canal desde Londres hasta Portsmouth y para una vía férrea que transportara carruajes tirados por caballos por la misma ruta. La primera parte de la vía férrea de Surrey propuesta iba a ser de Wandsworth a Croydon, y se le pidió a Jessop su opinión sobre los dos proyectos opuestos. Declaró que la vía férrea era una propuesta mejor, ya que un canal requeriría demasiada agua y reduciría indebidamente el caudal en el río Wandle. Se acordó construir un tranvía de Wandsworth a Croydon, así como la construcción de una cuenca en Wandsworth. Jessop fue nombrado ingeniero jefe del proyecto en 1801. En 1802 se completaron la cuenca Wandsworth y la vía férrea. Parece haber dudas sobre el ancho de la vía empleado: algunas estimaciones indican 4 pies 2 plg (1,3 m) y otras indican 4 pies 8½ pulgadas.
En 1803, se autorizó la siguiente fase para una vía desde Croydon a través de Merstham hasta Godstone en Surrey. Jessop fue nombrado nuevamente ingeniero jefe, con su hijo Josias como asistente. La línea llegó hasta Mestham, pero nunca se continuó hasta Godstone. La distancia total del tranvía desde Wandsworth fue de 18 millas (29,0 km). El tranvía tirado por caballos finalmente fue superado por la llegada de las locomotoras de vapor.

## Vida posterior

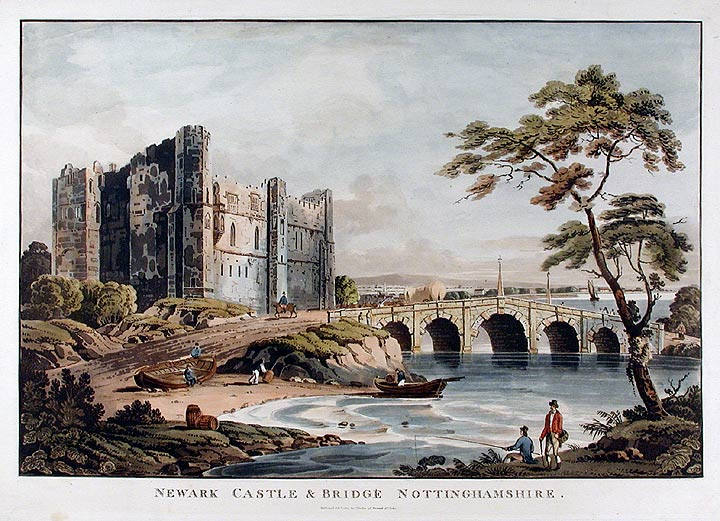
Castillo y puente de Newark a principios del siglo XIX

De 1784 a 1805 Jessop vivió en Newark, en Nottinghamshire, donde  fue dos veces alcalde de la ciudad.
En sus últimos años de vida, se vio cada vez más afectado por una forma de parálisis, y 1805 marcó el final de su carrera activa. Murió en su casa, Butterley Hall, el 18 de noviembre de 1814. Su hijo Josias se convirtió en un ingeniero de éxito por derecho propio.

## Legado
Jessop estaba en la posición inusual de cerrar la brecha entre los ingenieros de canales y los ingenieros ferroviarios que llegaron después. Su nombre no obtuvo la fama duradera que merecía debido a su modestia. De hecho, algunas de sus obras han sido atribuidas erróneamente a ingenieros que actuaron como sus asistentes. A diferencia de algunos ingenieros, como George Stephenson, Jessop no se rebajó a sostener discusiones enconadas con sus compañeros de profesión, y de hecho, era muy apreciado por casi todos aquellos que habían trabajado con él o para él.

## Lista de proyectos de ingeniería de Jessop
- Navegación del Aire y del Calder
- Navegación del Calder y del Hebble (1758-1770)
- Canal de Caledonia
- Canal de Ripon (1767)
- Canal de Chester (mayo de 1778) como contratista con James Pinkerton
- Navegación de Leicester (1791-1794)
- Canal de Barnsley (1792-1802)
- Gran Canal de Irlanda entre el río Shannon y Dublín (1773-1805)
- Canal Grand Junction (1793-1805), parte sur del Grand Union Canal
- Canal de Cromford, Derbyshire/Nottinghamshire
- Canal de Nottingham (1792-1796)
- Río Trent
- Canal de Grantham (1793-1797), el primer canal inglés que dependió por completo de embalses para su suministro de agua
- Ingeniero del canal de Ellesmere (1793-1805), diseño detallado realizado por Thomas Telford)
- Canal de Rochdale (1794-1798)
- Navegación del Sleaford (1794)
- Canal del los Muelles de las Indias Occidentales e isla de los Perros, Londres (1800-1802); John Rennie fue consultor del proyecto de los muelles
- Vía férrea de Surrey, que conectó Wandsworth y Croydon (1801-1802), posiblemente el primer transporte público sobre carriles del mundo, aunque tirado por caballos
- 'Puerto flotante de Bristol (1804-1809)
- Vía férrea de Kilmarnock y Troon (1807-1812; la primera vía férrea en Escocia autorizada por Ley del Parlamento)
- Puertos en Shoreham-by-Sea y Littlehampton, West Sussex[3]